# World Team Challenge 2010 (2011)
World Team Challenge 2010 var den nionde upplagan av skidskyttetävlingen som ursprungligen skulle ha avgjorts den 30 december 2010 inne på och strax utanför fotbollsstadion Veltins-Arena i Gelsenkirchen, Tyskland.
Tio lag med 20 tävlande ifrån sju olika europeiska länder plus två deltagare från USA var anmälda. Men den 26 december 2010 meddelades det att fotbollsklubben FC Schalke 04 bestämt sig för att stänga av sin hemmaarena helt i 14 dagar på grund av att snömassorna gjort att taket rasat på flera ställen på arenan . Tävlingen arrangerades i stället den 27 mars 2011, med ett något förändrat startfält. Bland annat fanns inte längre det svenska paret bestående av Carl Johan Bergman och Helena Ekholm med i tävlingen.
Vann gjorde det helryska paret Jevgenij Ustiugov och Svetlana Sleptsova.

## Resultat 2011[3]
| Lag | Namn                                     | Land               | Plats | Tid     |
| --- | ---------------------------------------- | ------------------ | ----- | ------- |
| 1   | Svetlana Sleptsova och Jevgenij Ustiugov | Ryssland           | 1     | 39.49,1 |
| 2   | Kathrin Hitzer och Daniel Graf           | Tyskland           | 2     | +11,5   |
| 3   | Andrea Henkel och Michael Greis          | Tyskland           | 3     | +1.14,7 |
| 4   | Tora Berger och Ole Einar Bjørndalen     | Norge              | 4     | +1.21,5 |
| 5   | Kaisa Mäkäräinen och Christoph Sumann    | Finland/ Österrike | 5     | +1.30,2 |
| 6   | Valj Semerenko och Andrij Deryzemlja     | Ukraina            | 6     | +1.34,2 |
| 7   | Ann Kristin Flatland och Tarjei Bø       | Norge              | 7     | +1.44,2 |
| 8   | Iris Waldhuber och Simon Eder            | Österrike          | 8     | +2.21,8 |
| 9   | Tina Bachmann och Daniel Böhm            | Tyskland           | 9     | +2.37,5 |
| 10  | Tracy Barnes och Tim Burke               | USA                | 10    | +2.37,9 |